# Стереотаксија
Стереотаксија (енгл. sterotaxy) или стереотаксичка операција минимално је инвазивна неурохируршка интервенција за локализацију и третирање циљева у мозгу. Користи се и за извођење дијагностичких и терапијских процедура у којима се уз употребу посебно конструисаног уређаја за циљано навођење специјалних инструмената (сонде, хватаљке и сл.) кроз мали отвор у лобањи долази до жељених подручја мозга и кичмене мождине. За приступ до циљне тачке у телу или дебљине ткива органа, стереотаксија користи просторну шему предрачуна засновану на координатама тродимензионалног Декартовог координатног система.
Стереотаксичка интервенција спада у групу минимално инвазивних метода, јер се изводи са јако малим ризиком за болесника. Према досадашњим истраживањима, морталитет након стереотаксије је 0,3%, у односу на морталитет од 5—10% код отворених биопсија, са морбидитететом од само 2% пацијената.

## Историја
Методу засновану на стереотаксији први су осмислили 1908. године истраживачи из лондонске Универзитетске болнице — лекар и неурохирург сер Виктор Хорсли (1857—1916) и физиолог Роберт Х. Кларк. Уређај који је по овим истраживачима добио назив Хорсли—Кларков стереотаксички рам, прво је коришћен током експерименталних операција на животињама (мајмунима), за одређивање положаја одређених структура у мозгу уз помоћ тродимензионалног координатног система.
Након што је 1930. године Хорсли—Кларков уређај признат као стандардни рам за извођење стереотаксичких експерименталних операција на животињама, његова примена, све до данас, прихваћена је широм света у многим лабораторијама за проучавање функција централног нервног система.
Примена Хорсли-Карке уређаја током операција на човековом мозгу, у почетној фази истраживања била је оптерећена бројним потешкоћама. Разлог за то била је велика разлика у многобројним корелацијама између геометрије лобање и мозга. Примена само тачкасте оријентације анатомских структура лобање давала је значајане грешке и непоузданост у примени ове методе. Међутим, у каснијем периоду, даљем развоју ове методе допринело је откриће контрастне радиографије мозга (пнеумоенцефалографије, вентрикулографије итд.), уз помоћ које су се могли утврдити тачкасти циљеви дубоко у можданом ткиву.
Прве стереотаксичке операције на људском мозгу изођене су прво уз помоћ епифизе и Монроовог отвора као анатомских референтних тачака за оријентацију, а касније и уз помоћ других анатомских референтних тачака, као што су предња и задња комисура интракранијлне проминенције. Ови оријентири, заједно са атласом мозга, дуго су били у неурорадиологији и неурохирургији у употреби за процену локације интракранијалних анатомских структура које нису биле видљиве на радиографији.
Користећи овај приступ у лечењу промена на мозгу између 1947. и 1949. године, двојица америчких неурохирурга Ернест А. Спигел и Хенри Т. Вајсис, те шведски неурохирург Ларс Лексел (1907—1986), развили су први стереотаксички уређај (рам) који су користили за операције промена на мозгу код људи. На свом уређају (раму) Спигел и Вајсис су користили картезијански координатни систем (такође познат и као транслациони систем), док је Лексел за рад свог уређаја користио поларни координатни систем (такође познат и као сферични систем) који је далеко лакши за извођење калибрације у операционој сали.
У свом следећем проналаску, гама ножу или уређају за радиохируршке операције на мозгу, Лексел је применио стереотаксички координатни систем, који уз примену акцелератора шаље сноп протона и неутрона у тачно позиционирану тачку у можданом ткиву и врши његово разарање.
Године 1978, амерички лекар и информатичар Расел Браун изумео је уређај познат као -локалајзер (енгл. N-localizer, N-bar), који је омогућио да се у стереотаксичким операцијама или радиохирургији за усмеравање инструмената или зрачења користи томографска слика која је добијена преко Компјутеризоване томографије (CT), магнетног резонантног имиџинга (MRI) или позитронске емисионе томографије (PET). N-локалајзер не само да је значајно побољшао хируршку прецизност јер CT, MRI и PET дозвољавају тачну визуелизацију за интракранијалне анатомске детаље, већ је омогућио и широку клиничку примену у Браун—Робертс—Велсовим (BRW), Лекселовим и Козман—Робертс—Велсовим стереотаксичким системима и другим радиохируршким инструментима.
Стереотаксија, као радиохируршка метода у 21. веку, наставља непрестано да се развија усавршава и све више примењује у дијагносици и терапији. Тренутно је заснована на комбинованој примени; имиџинг методама (компјутеризованом томографијом и магнетном резонанцом) вођених операција, које користе стереотаксичку методу за прецизно одређивање локализације промена.

## Принципи
Интракранијална стереотаксија спада у групу минимално инвазивних неурохируршких дијагностичких или терапијских поступака којима се веома пажљиво циљају процеси болести или мождане структуре, уз помоћ тродимензионалног координатног система.
Правила стереотаксије почивају на чињеници да се глава болесника сматра геометријским телом које може да се подели у три међусобно вертикалне равни, које чине координатни систем, а свака тачка унутар лобање може се приказати као растојање од сваке од тих равни. Тиме је могуће тачно лоцирати процес болести и пласирати хируршки инструмент или зрачну терапију у односу на циљано ткиво.
Простор око главе дефинише се коришћењем стереотаксичког оквира (рама) којим се са великом прецизношћу уз помоћ координатног система одређује простор око главе и мали трепанациони отвор у лобањи, кроз који се праволинијски одређује тачка у мозгу до које се уводи игла за биопсију, катетер за стимулацију са радифреквентном електродом, криосонда, биполарна коагулациона игла или електрода, ласерски зрак и слично.
Стереотаксички принцип се такође користи у стереотаксичкој радиохирургији, како би се утврдио начин и пресек гама зрака унутар жељене запремине патолошког процеса (тумор, васкуларних промена или других аномалија у церебралним једрима, ганглионима, итд.).
Пре почетка лечења, као део обавезног поступка, на главу болесника поставља се привремени, стереотаксички рам (оквир) тежак око 2 килограма, који симулира координатни систем у простору око главе. Додатно, за рам се могу причврстити додатни покретни делови (за стабилно и прецизно увођење инструмената) или специјална кацига (са великим бројем малих отвора кроз које могу да прођу тачно усмерени гама зраци ка ткиву које садржи оболеле ћелије). Намена рама је да спречи нехотичне покрете болесникове главе у току дијагностике и поступка терапије, и тиме осигура највиши ниво тачности. Фиксирање рама за главу врши се са четири мале игле, величине хемијске оловке, пре чијег постављања се локалном анестезијом обезболи кожа на подручје убода игала.
Предуслов за такву врсту интервенције је прецизно преоперацијско снимање главе уз помоћ тзв. танкослојне компјутеризоване томографије (оствариви слојни пресеци главе сваких 0,5 mm), такође у три равни и рачунарском конструкцијом стварних 3D модела главе болесника уз помоћ рачунара.
За такво снимање постоје посебна правила, која дефинишу посебан положај пацијента током снимања, величину воксела и матрикса, дебљину слоја, тачно дефинисан део главе који мора бити приказан у пресецима који не смеју бити компримовани. Тако добијени подаци морају бити сачувани у DICOM стандарду, и у једном пољу, приказани у „коштаном прозору”, што значи да се целокупно снимање изводи на другачији начин него стандардно снимање главе.

### Стереотаксични атлас
Стереотаксични атлас користи се да се лоцира одређена мождана структура од интереса. Мозак је у стереотаксичном атласу представљен серијом индивидуалних мапа од којих свака представља дводимензионални приказ фронталног пресека мозга. Сва растојања у атласу означена су у милиметрима удаљености од референтне тачке, брегме, места на површини лобање где се пресецају шавови костију лобање (сутуре).

### Стереотаксични инструмент
Стереотаксични инструмент састоји се од:
- држача главе, који фиксира главу односно мозак у траженој позицији и
- држача алата (електроде, скалпела, кануле, или неког другог алата), који придржава алат који ће бити позициониран у мозгу на основу координата из стереотаксичног атласа. Држач алата може се померати у сва три правца по координатама датим из атласа. Након позиционирања алата врши се његова фиксација помоћу шрафова или специјалног хируршког лепка.

Уз помоћ савременог софтвера могуће је користећи координате из атласа аутоматски прецизно наводити стереотаксички уређај и одговарајући алат до региона од интереса

## Извођење и поузданост
Стереотаксичке интервенције изводе се тако што се након израчунавања положаја патолошке промене у простору уз помоћ металног оквира фиксираног за лобању болесника завртњима, прецизно одређује најкраћи (али најпоштеднији) приступни пут патолошком процесу. Затим се кроз трепански отвор уводи инструмент којим се обавља биопсија тумора, аспирирација апсцеса, текућег садржаја цисте или хематома, или се наноси планирано разарање живчаног ткива или врши уништавање туморског ткива усмеравањем зрачења (гама нож).
Ова метода допушта приступ на иначе тешко или никако приступачне зоне у ендокранијуму (нпр. таламус) или можданом стаблу, уз максимално очување здравог ткива. Заснована на принципу „мете у центру круга”, ова метода даје линеарни приступ до било које локације са таћношћу < 1 mm.
Поузданост
У серији од 300 пацијената морталитет је био 0,3%, у компарацији с морталитетом од 5—10% код отворених биопсија, а значајан је морбидитет забележен код само 2% пацијената.

## Индикације
Овај захват користи се за:
- узимање материјала за биопсију,
- разарање (применом зрачења, топлоте или смрзавања) одређених група можданих ћелија,
- прекидање нервних путева (нпр. за бол),
- сузбијање једностраних невољних хиперкинетских покрета, насталих као последица различитих оштећења базалних ганглија (нпр. у Паркинсоновој болести),
- терапију централно изазваног бола у психохирургији.